# Эффект обманутого ожидания
Эффект обманутого ожидания (англ. defeated expectancy) — средство усиления выразительности текста, основанное на нарушении предположений, ожиданий и предчувствий читателя. Возникновение каждого нового элемента в тексте подготавливает появление последующих элементов и уже было подготовлено предыдущими. Эффект обманутого ожидания возникает в том случае, когда такая спрогнозированная линейность событий прерывается — конечный «ожидаемый» элемент заменяется «неожиданным», нарушается связь фактов, и происходит отклонение от логики повествования.

## История
Начало изучения эффекта обманутого ожидания положено представителями Пражской лингвистической школы, которые придавали большое значение теории поэтического языка. Они считали, что стихотворный текст должен быть не только упорядоченным, но и включать в себя элементы неожиданности для достижения большей «поэтичности». Шарль Бодлер говорил о том, что «лёгкие неправильности», будучи «приправой, неизбежном условием существования красоты», крайне важны для работы над художественным эффектом.
Термин «обманутое ожидание» (или «несбывшееся предсказание») введён Р. Якобсоном, который рассматривал «несбывшееся предсказание» как «общий принцип всякого речевого изменения, производимого со стилистической целью и представляющего собой отклонение от нормы». Также, по его мнению, теоретиком «обманутых ожиданий» был Эдгар Аллан По, который писал об «ощущении вознаграждения за неожиданное», возникающее у читателя на базе «ожиданности»; неожиданное и ожиданное немыслимы друг без друга, «как зло не существует без добра».
Эдгар Аллан По «Заметки на полях» (англ. Marginalia) в переводе К. Д. Бальмонта: 

Можно видеть, что рифмы всегда были предвидены. Глаз, схватывая конец стиха, долгого или короткого, ожидал для уха рифму. Великий элемент неожиданности не снился ещё — то есть элемент новизны — оригинальности. «Но, — говорит лорд Бэкон (и как справедливо!), — нет изысканной красоты без некоторой странности в соразмерности». Отбросьте этот элемент странности — неожиданности — новизны — оригинальности — назовите его как хотите — и всё, что воздушно в очаровательности, сразу утеряно. Мы теряем — мы утрачиваем неизвестное — неопределённое — непонятное, ибо оно было дано нам прежде, чем у нас было время изучить и понять. Одним словом, мы потеряем всё, что уподобляет красоту земную тому, что мы грезим о красоте Небес. Совершенство рифмы достижимо только сочетанием двух элементов, Равенства и Неожиданности. Но как зло не может существовать без добра, так неожиданность должна возникать из ожиданности.

## Разновидность
Можно выделить следующие разновидности «обманутого ожидания» читателя: ритмическое ожидание, стилистическое ожидание, образное ожидание и жанровое ожидание. И если на уровне ритма читательское восприятие основано на правилах стихосложения, то на уровнях стиля и образа — на «обычае». М. Л. Гаспаров пишет, что если читатель знает, что описание розы в произведении всегда что-то символизирует, то он не будет воспринимать её как обыкновенный цветок — толкование розы как ботанического объекта станет для него «эстетическим фактом». Что касается жанрового ожидания, то его нарушение можно проследить на примере повести Л. Улицкой «Сквозная линия». Сам автор определил жанр произведения как повесть, однако читателю представлен сборник новелл, связанных одним повествователем и одним образом главной героини. Обман стилистического ожидания может иметь место в случае резкого перехода автора от «высокого» слога к «низкому», от возвышенного к обыденному, например, у Владимира Высоцкого («Лирическая») после трёх куплетов возвышенных романтических стихов следует заключительная фраза: «Соглашайся хотя бы на рай в шалаше, если терем с дворцом кто-то занял», или, у него же («Надежда»): «А день, какой был день тогда! Ах, да, … среда».
Эффект обманутого ожидания может быть использован на любом языковом уровне: морфологическом, фонетическом, синтагматическом, на уровне сверхфразового единства и абзаца, текстовом. Например, автор может осознанно неверно употреблять формы частей речи на морфологическом уровне с целью выражения волнения или недостаточной образованности героя. Неправильное ударение — проявление эффекта обманутого ожидания на фонетическом уровне. На уровне сочетаемости слов необходимо обратить внимание на каламбуры — «маски», в которых первоначальное понимание ряда слов заменяется вторичным. Так, явление, суть которого кажется неопровержимой, показывается автором как абсурд или ошибка, что, в свою очередь, ведёт к дискредитации этого явления (например, «Хорошие фильмы нам дороги, но и плохие подчас дороговаты»).

## Современные взгляды
Термин «обманутое ожидание» был развит в работах М. Риффатера, И. В. Арнольд, Р. Фаулера, Д. Лича, С. Б. Донгак, И. Р. Гальперина, Т. Л. Ветвинской, Г. Я. Семен. Так, например, специалист в области лексикологии, стилистики, риторики И. В. Арнольд рассматривает эффект обманутого ожидания как один из видов принципа выдвижения. Под «выдвижением» лингвист имеет в виду «способы формальной организации текста, фокусирующие внимание читателя на определённых элементах сообщения и устанавливающие семантически релевантные отношения между элементами одного или чаще разных уровней». К типам выдвижения она относит сильную позицию, повтор, сцепление, конвергенцию и обманутое ожидание. Однако исследователи, занимающиеся изучением принципа выдвижения, придерживаются разных точек зрений относительно классификации типов выдвижения. Отталкиваясь от этого факта, С. Б. Донгак, рассматривающая «эффект обманутого ожидания» как языковую игру, считает толкование эффекта обманутого ожидания как принцип выдвижения нецелесообразным. Лексикограф И. Р. Гальперин придерживается мнения, что к эффекту обманутого ожидания ведёт искажение субъективно-читательской проспекции, возникшей при последовательном развёртывании событий в тексте. Кандидат филологических наук С. В. Канашина считает данный эффект средством создания интриги, парадокса или противопоставления в интернет-мемах, а также особой коммуникативной стратегией, главной целью которой является привлечение внимания читателя. Об использовании эффекта обманутого ожидания для привлечения внимания читателя говорит и С. Б. Донгак, которая пишет о том, что «в языке газеты обманутое ожидание — своего рода приём, необходимый журналисту при „организации“ интригующего диалога с читателем».

## Эффект обманутого ожидания в литературе
В процессе восприятия текста читатель предвосхищает события, предсказывает развитие сюжета. У него складывается определённая картина происходящего, и он настраивается на какое-то конкретное завершение текста. В таком случае, при введении неожиданных элементов, нарушающих последовательность событий, возникает «эффект обманутого ожидания» на текстовом уровне.
«Эффект обманутого ожидания» встречается в произведении А. С. Пушкина «Евгений Онегин». Читатель, будучи уверенным в том, что Татьяна и Онегин будут вместе, сталкивается с иным развитием сюжетной линии: девушка выходит замуж за князя, не являющегося главным героем основной сюжетной линии романа в стихах:
«Скажи мне, князь, не знаешь ты,
Кто там в малиновом берете
С послом испанским говорит?»
Князь на Онегина глядит.
— Ага! давно ж ты не был в свете.
Постой, тебя представлю я. —
«Да кто ж она?» — Жена моя. —
«Так ты женат! не знал я ране!
Давно ли?» — Около двух лет. —
«На ком?» — На Лариной. — «Татьяне!»

— Ты ей знаком? — «Я им сосед».
В работе «Способы создания эффекта обманутого ожидания в литературном произведении» Т. И. Леонтьева обращается к рассказу И. А. Бунина «Роман горбуна». Во время прочтения человеку представляется образ прекрасной девушки. «Я молода, богата, свободна…» — пишет в анонимном любовном письме незнакомка. Однако в конце рассказа читательские ожидания нарушаются: «Когда же быстро вошёл в сквер возле собора, вдруг оцепенел на месте: навстречу ему, в розовом свете весенней зари, важными и длинными шагами шла в сером костюме и хорошенькой шляпке, похожей на мужскую, с зонтиком в левой руке и с фиалками в правой, — горбунья».